# Virgin Interactive
Virgin Interactive foi uma desenvolvedora de jogos eletrônicos britânica, fundada em 1983 e fechada em 2003. Publicou e desenvolveu jogos para computador e Video games, como Amiga, ZX Spectrum, Amstrad CPC, Commodore 64, Master System, Mega Drive, Sega Game Gear, Super Nintendo Entertainment System, Sega Saturn, Sony Playstation, Nintendo 64 e Dreamcast.